# Småtjärnen (Gräsmarks socken, Värmland)
Småtjärnen är en sjö i Sunne kommun i Värmland och ingår i Göta älvs huvudavrinningsområde. Sjöns area är 0,03 kvadratkilometer och den befinner sig 352 meter över havet.